# Pečeňady
Pečeňady és un poble i municipi d'Eslovàquia que es troba a la regió de Trnava, a l'oest del país.

## Història
La primera menció escrita de la vila es remunta al 1113.

## Demografia
| Godina             | 1994 | 2004   | 2014    | 2024   |
| ------------------ | ---- | ------ | ------- | ------ |
| Nombre de persones | 521  | 477    | 529     | 564    |
| Diferència         |      | −8,44% | +10,90% | +6,61% |

| Godina             | 2023 | 2024   |
| ------------------ | ---- | ------ |
| Nombre de persones | 566  | 564    |
| Diferència         |      | −0,35% |